# Lebanon (Kentucky)
Lebanon és una població dels Estats Units a l'estat de Kentucky. Segons el cens del 2000 tenia 5.718 habitants.

## Demografia
Segons el cens del 2000, Lebanon tenia 5.718 habitants, 2.332 habitatges, i 1.476 famílies. La densitat de població era de 500,6 habitants/km².
Dels 2.332 habitatges en un 29,5% hi vivien nens de menys de 18 anys, en un 39,5% hi vivien parelles casades, en un 20,2% dones solteres, i en un 36,7% no eren unitats familiars. En el 33,1% dels habitatges hi vivien persones soles el 16% de les quals corresponia a persones de 65 anys o més que vivien soles. El nombre mitjà de persones vivint en cada habitatge era de 2,31 i el nombre mitjà de persones que vivien en cada família era de 2,92.
Per edats la població es repartia de la següent manera: un 23,7% tenia menys de 18 anys, un 9,5% entre 18 i 24, un 26,8% entre 25 i 44, un 21,5% de 45 a 60 i un 18,5% 65 anys o més.
L'edat mediana era de 37 anys. Per cada 100 dones de 18 o més anys hi havia 80,8 homes.
La renda mediana per habitatge era de 21.860 $ i la renda mediana per família de 26.552 $. Els homes tenien una renda mediana de 25.889 $ mentre que les dones 18.680 $. La renda per capita de la població era de 14.311 $. Entorn del 26,7% de les famílies i el 30,3% de la població estaven per davall del llindar de pobresa.

## Poblacions més properes
El següent diagrama mostra les poblacions més properes.